# Even HaEzer
Even HaEzer, es una sección del libro Arba Turim del Rabino Jacob ben Asher, y del Shulján Aruj del Rabino Joseph Caro. Esta sección trata sobre los aspectos de la ley judía (halajá) relacionados con el matrimonio, el divorcio, y la conducta sexual. 
Even HaEzer trata sobre varios temas, entre ellos cabe señalar: el mandamiento de la reproducción, como un hombre adquiere una esposa, las obligaciones entre el marido y la esposa, y las leyes relativas al divorcio, la manera de disolver un matrimonio si es necesario.
El Shulján Aruj contiene principalmente las leyes seguidas por los judíos sefardíes (los judíos de España, el norte de África, y Oriente Medio). Even HaEzer, igualmente que las otras tres secciones del Shulján Aruj, también contiene las leyes seguidas por los asquenazíes, (los judíos que vivían en Europa central y oriental), y que fueron incluidas en este texto por el Rama (el Rabino Moisés Isserles) en la década de 1570. Cuando estas notas del Rabino Moisés Isserles fueron incluidas en el texto, el Shulján Aruj se convirtió en el código universalmente aceptado de la ley judía.